# تپه درکه ولدبیگی
تپه درکه ولدبیگی مربوط به دوران پیش از تاریخ ایران باستان است و در شهرستان روانسر، روستای درکه ولد بیگی واقع شده و این اثر در تاریخ ۲۳ شهریور ۱۳۸۲ با شمارهٔ ثبت ۱۰۱۵۳ به‌عنوان یکی از آثار ملی ایران به ثبت رسیده است.